# Barisal Sadar Upazila
Barisal Sadar Upazila är ett underdistrikt i Bangladesh. Det ligger i den södra delen av landet, 110 kilometer söder om huvudstaden Dhaka. 
Trakten runt Barisal Sadar Upazila består till största delen av jordbruksmark. Runt Barisal Sadar Upazila är det mycket tätbefolkat, med 1 411 invånare per kvadratkilometer.